# Petar Brzica

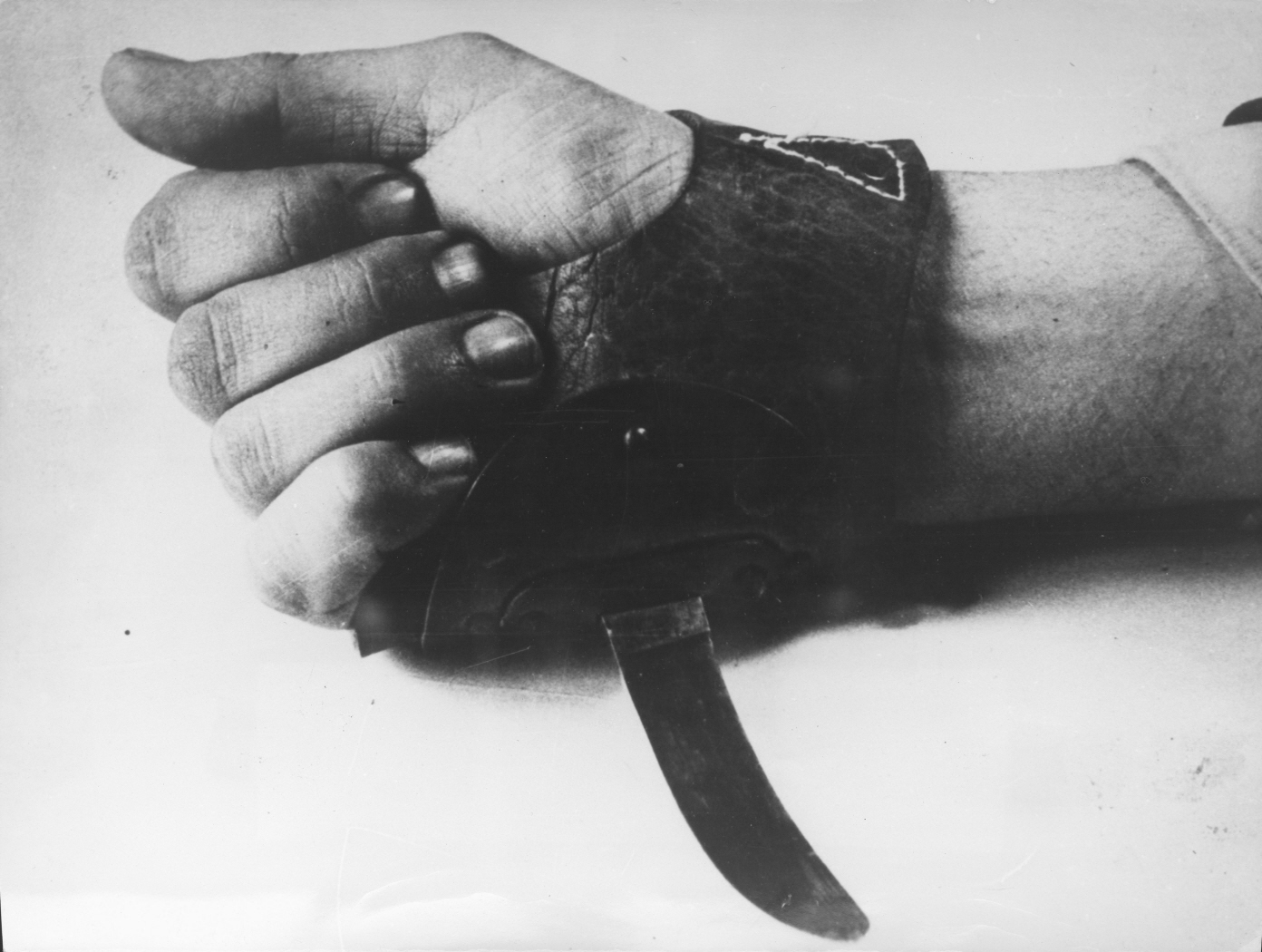
Le couteau Srbosjek, ou Coupe-Serbe, utilisé par les Oustachis pour égorger des prisonniers.

Petar Brzica (né en 1917) est un criminel de guerre croate de la Seconde guerre mondiale, gardien au camp de concentration de Jasenovac.

## Biographie
Né en 1917, il est d'abord étudiant en droit et séminariste au séminaire franciscain de Široki Brijeg. Selon certaines sources, il serait même devenu novice franciscain avant la guerre, et idéologiquement proche du mouvement oustachi.
En 1941, après la proclamation de l'Etat indépendant de Croatie, état fantoche allié des Nazis, nombre de membres du clergé catholique de Croatie prennent fait et cause pour le régime.
Brzica fait comme eux et  devient gardien au camp de concentration de Jasenovac, l'un des plus cruels, où est mise en œuvre la politique génocidaire de l'Etat indépendant de Croatie. Il y atteint le grade de lieutenant.
Il devient célèbre pour avoir, dans la seule nuit du 29 août 1942, égorgé 1360 Serbes et Juifs avec un couteau de boucher, ce qui lui vaut le titre de « roi des coupes-gorges »,,.
Il s'enfuit de la région après la fin de la guerre, et toute trace est perdue de lui.